# 四王府清真寺

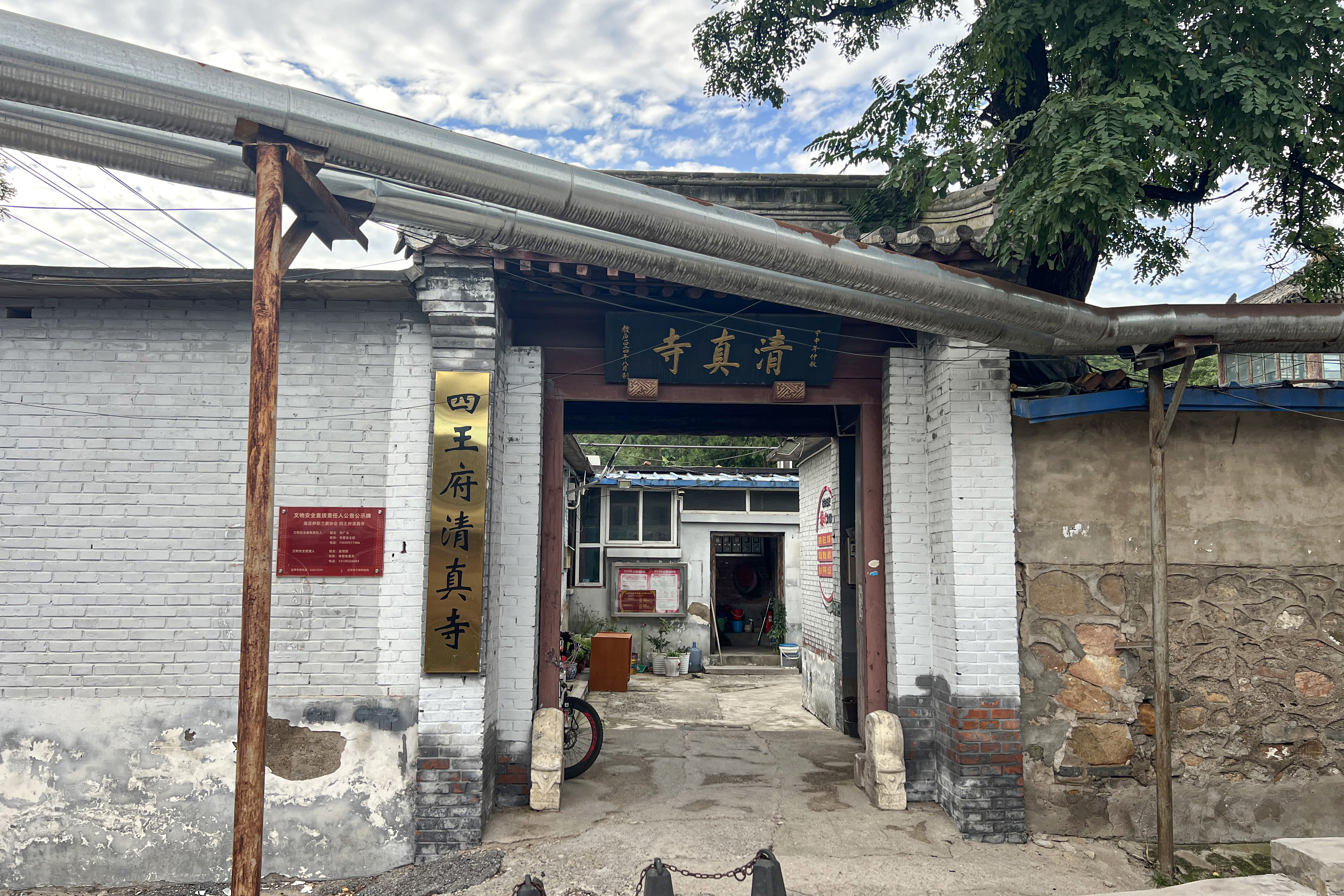
四王府清真寺

四王府清真寺，位于北京市海淀区香山四王府，是一座伊斯兰教清真寺。

## 简介
四王府清真寺内，有一通民国二十五年（1936年）《重修平西四王府并置义地碑》，碑文如下：

重修平西四王府并置义地碑
吾教始于阿丹，成于默罕穆德，中间列圣相承。首自天方而流传东亚，已千余年矣！吾教教徒所在之处，莫不创建寺院，为敬主赞圣之举。平西四王府清真寺，据父老传闻，系清乾隆年间后门桥马乡老同本郡乡老所创建，距今二百余年。……中经修理，亦不知其若干次。
至光绪二十七年，马成（诚）斋及三家店洪宝山，置寺中北地一丈并挖井一口，计用银壹佰余两，迨民国成立，信教自由，载于约法，吾教对于礼拜之地更不能不加整饬，籍以阐明教义，团结精神。
民国十二年，马少辰、马子清、马墨林、冯稚如、李华堂等来寺礼拜，见院宇狭隘，大殿渗漏，思扩充修补。首先助银肆拾元以为之倡，并商同刘德寿、彭湘二乡老各处捐募，计捐到银柒佰贰拾捌元贰角柒分。……
民国十六年，因四王府门头村，吾教中贫寒者多，凡遇死亡，皆无处殡葬。又由马少辰、马子清、马仲候及刘德寿、彭湘等各处捐募及寄居黑龙江之仉宝山兑来银壹佰元。购买……地一段，计地八亩作为义地，坐落于鲍家窑北，支银叁佰贰拾元，……嗣公同议定，暂以义地收入十分之八，津贴阿訇，以十分之二归寺中零用，不得妄为变更。
（民国）十八年，马少辰等见殿宇倾圮，房屋渗漏，又由城内乡老及本郡乡老捐助，……
今寺内有大门一座；大殿三间；东房三间为接待室；又东房贰间为老师傅住室；又东房一间为储物室；北方三间为阿訇住室；北房贰间为沐浴室；又北房一间为厨房；南棚一间为中厕。七年之间，院落扩大，殿宇一新。凡穆民生则有聚礼之所，死则有葬埋之地，庶教义由此昌明，团体愈形巩固。亦云，幸矣。……。昱亭不文，谨誌其概略云尔。
马仲候 乡老独捐大殿地板全份，男匣一个
所有捐款姓氏勒诸碑阴以彰善举      热心公益，感激实深，本郡同人勒此誌谢

第一届普通文官考试及格二等奖章农工部佥事上任事
                             农商部技士上任事 耀东张昱亭 敬撰
                                         阿訇 杨建贵
                                              麻德龙
                                         阿訇 李荣
                                              白光恒  老师傅  李凤岐
                                铁路大学 学生 文甫张国华敬书   
                                              中华民国二十五年五月

此外，碑右也有铭文：

   盖闻人，（今）有后门桥马良后代曾孙马仲侯、马少辰、马玉亭：求四王府清真寺阿衡、海里凡、管事诸位乡老：（现）制（置）地十亩，作为阿衡、海里凡之养力，本郡乡老沾塞哇不。
一、马宅瑩（茔）地，求诸位照应。
二、斋月每日，求阿衡游坟。
三、每主麻日，阿衡同诸位在殿上作肚而哇益。
四、开斋节求阿衡圆经，在瑩（茔）地。
五、大小开斋在瑩（茔）地作肚（而）哇益。
六、阿衡上任时，到瑩（茔）地作肚而哇益，同海里凡。
……
阿衡  李荣  管事人   米文海  麻廷亮
                    张凤祥  刘德寿
                    中华民国二十年  古历三月初九

碑阴所录捐助人名中有许多北京回民商家和名人，例如马少宸、马子清、趙璞華、李世孝、楊敬記、大順齋、林記、餘寳齋、義文齋、悅華齋、劉德壽、緒珍齋、蘊華齋、馬澍元、常郎齋、一品香、萬義齋、永寳齋、白曉樓、瑞發元、兩益軒、濟興成、宴古齋、瑞文齋、潤億合、安靜泉、義寳齋、榮寳齋、安子壽、馬識一、王廣田、永聚齋、穆少甫、馬應龍，等等。
1987年，海淀区人民政府投入专款，重建和修缮了四王府清真寺。2012年5月29日，海淀区政协副主席刘恪，率領海淀区政协民族和宗教委员会视察了四王府清真寺。
2013年4月20日，四王府清真寺举行“法图麦”归真日纪念活动。

## 延伸阅读
- 北京回民历史记述之-四王府清真寺(一)，有马名骏的博客，2013-08-25（页面存档备份，存于）
- 北京回民历史记述之-四王府清真寺(二)，有马名骏的博客，2013-08-25（页面存档备份，存于）
- 北京回民历史记述之-四王府清真寺(三)，有马名骏的博客，2013-08-25（页面存档备份，存于）